# Charles Cluny
Joseph Charles Lopez dit Charles Cluny, né le 18 juin 1882 à Mustapha (Algérie) et mort le 17 février 1952 dans le 10e arrondissement de Paris, est un romancier, chansonnier, auteur dramatique et parolier français.

## Biographie
Fils d'un carrossier d'origine espagnole mort alors qu'il avait à peine un an, Charles Lopez après des études au lycée d'Alger exerce d'abord le métier d'instituteur avant de se lancer dans la carrière littéraire à partir de 1907. Auteur prolifique (plus de 66 notices), dont la période d'activité s'étend de 1907 à 1952, il écrit des paroles de chansons, des livrets de revues et de vaudevilles, des romans, et les Mémoires de Félix Mayol (1929).
Cluny a rédigé pour des émissions radiophoniques, en particulier en 1939 pour la commémoration du 150e anniversaire de la Révolution française.
Il a coécrit des romans avec Charles Vayre. Les compositeurs avec lesquels il cosigne sont Roger Vaisse, Gaston Gabaroche, Paul Lincke, Louis Izoird, Saint-Gilles (Saint-Gilles), Maurice Yvain ; et les paroliers Raoul Le Peltier et Louis Bénech.
Ses chansons sont interprétées par  Dalbret, Félix Mayol, Maurice Chevalier, Damia, Lina Margy,
Il est coparolier avec Raoul Le Peltier de la valse Les Nocturnes, sur une musique de Gaston Gabaroche (1914), chanson créée par Dalbret, chanson qui n'a cessé d'être enregistrée depuis sa création, entre autres par Damia, puis par Georgette Plana, Jane Chacun, Francis Lemarque, ainsi que par des accordéonistes et des orchestres de danse.
Membre de l'association Le Cornet, Charles Cluny a été chansonnier à La Lune Rousse.

## Œuvres
Romans
- 1926 : Le Mystère du Zoo-Circus, roman, Paris, éditions Tallandier
- 1927 : Phi-Phi, roman gai d'après le film tiré de la célèbre opérette d'Albert Willemetz et Fabien Sollar, illustré par les photographies de Isis-Film, Paris, éditions Tallandier, collection Cinéma-Bibliothèque n° 151(lire en ligne)
- 1927 : La Cage aux lions, dramatique roman d'aventures d'après le scénario de Guido Brignone, illustré par les photographies du film Pittaluga distribué par Paramount, Paris, éditions Tallandier, collection Cinéma-Bibliothèque n° 162
- 1927 : Leillah, princesse arabe, roman d'amour et d'aventures, Paris, éditions S.E.T.
- 1928 : Le Géant de la montagne, roman illustré par les photographies du film Pittaluga, Paris éditions Tallandier, collection Cinéma-Bibliothèque n° 170
- 1928 : Le Boxeur noir, roman gai d'amour et de sport, d'après le scénario de Robert Liebmann, Paris, éditions Tallandier, collection Cinéma-Bibliothèque n° 182
- 1928 : Le Postillon du Mont-Cenis, roman d'amour et d'aventures d'après le drame de Joseph Bouchardy, illustré par les photographies de film Pittaluga distribué par Paramount, Paris, éditions Tallandier, collection Cinéma-Bibliothèque n° 195
- 1928 : Milliardaire, roman illustré par les photographies du film Paramount, Paris, éditions Tallandier, collection Cinéma-Bibliothèque n° 229
- 1928 : Des folies de son cœur, roman, Paris, éditions du Livre national Jules Tallandier
- 1929 : Maître après Dieu, roman illustré par les photographies du film Paramount, Paris, éditions Tallandier, collection Cinéma-Bibliothèque n° 235
- 1929 : Sur les pistes du Sud, roman illustré par les photographies du film Paramount, Paris, éditions Tallandier, collection Cinéma-Bibliothèque n° 250
- 1929 : Au service de la Loi, roman illustré par les photographies du film de Paramount, Paris, éditions Tallandier, collection Cinéma-Bibliothèque n° 253
- 1929 : Sérénade, roman illustré par les photographies du film Paramount, Paris, éditions Tallandier, collection Cinéma-Bibliothèque n° 259
- 1929 : Le Don Juan du cirque, roman illustré par les photographies du film Paramount, Paris, Tallandier, collection Cinéma-Bibliothèque n° 275
- 1929 : La Peur d'aimer, roman, Paris, édition du Livre national Jules Tallandier
- 1930 : Le Secret de la téléphoniste, roman illustré par les photographies du film Paramount, Paris, éditions Tallandier, collection Cinéma-Bibliothèque n° 278
- 1930 : Le Briseur de chaînes, roman illustré par les photographies du film Pittaluga tiré du roman d'Émile Valabrega, Paris, éditions Tallandier, collection Cinéma-Bibliothèque n° 290
- 1931 : L'Homme que j'aime, roman, hors-texte d'après les photographies du film de Paramount, Paris, éditions Tallandier, collection Cinéma-Bibliothèque n° 464
- 1932 : Vous que j'adore, illustré par les photographies de film distribué par les Sélections cinégraphiques Maurice Rouhier, production Cinés-Pittaluga, Paris éditions Tallandier, collection Cinéma-Bibliothèque n° 568
- 1933 : La Marche à la gloire, roman illustré de photographies du film distribué par les Sélections cinégraphiques Maurice Rouhier, productions Emelska-Tauber, Paris, éditions Tallandier, collection Cinéma-Bibliothèque n° 589

Music-hall
- 1913 : Revue de l'Épatant, revue de Charles Cluny et William Burtey , au cabaret l'Épatant (27 septembre)
- 1914 : Académie-Scies, revue de Charles Cluny, au cabaret l'Épatant (janvier)
- 1917 : Bleu... et partout, revue en 2 actes et 35 tableaux, au théâtre Moderne (28 avril)
- 1917 : Promenade ? Oui ! Oui !, revue en 2 actes et 10 tableaux de Charles Cluny et Robert Delamarre, au Georgès-Hall de Rouen (16 mai)
- 1917 : Pstt !, revue en 2 actes et 15 tableaux de Charles Cluny, au théâtre Moderne (13 décembre)
- 1918 : R'vue de la Paix, revue en 1 acte et 6 tableaux de Charles Cluny, au théâtre Impérial (18 décembre)
- 1922 : Rap... Allo ! 69-67, revue de Charles Cluny, au Moulin de la Chanson (16 mai)
- 1922 : Crayons de Lune, revue de Charles Cluny et Dominique Bonnaud, au cabaret de la Lune rousse (août)
- 1923 : Ca Pique !, revue de Charles Cluny et Gaston Secrétan, au Moulin de la Chanson (16 janvier)
- 1923 : Désert nouveau, revue de Charles Cluny, Dominique Bonnaud et Georges Baltha, au cabaret de la Lune rousse (14 février)
- 1923 : Y a plus d'enfants !, revue en 1 acte et 4 tableaux de Charles Cluny et Eugène Wyl, au cabaret de la Lune rousse (juillet)
- 1923 : T'es bête !, revue de Charles Cluny et Max Blot, au cabaret du Grillon (décembre)
- 1924 : Jusqu'à la gauche !, revue de Charles Cluny, au cabaret de la Lune rousse (juin)
- 1925 : Tutus pimpants, revue en 1 acte de Charles Cluny, Dominique Bonnaud et Michel, au cabaret de la Lune rousse (8 juin)
- 1927 : Ca va-t-y ?, revue de Charles Cluny et Max Blot, au cabaret du Coucou (16 avril)
- 1934 : Trêve, si tu veux, revue en 1 acte, de Charles Cluny et Jean Vorcet, au théâtre de Dix-Francs (27 juin)
- 1935 : Mille et un Nus, revue en 2 actes et 50 tableaux de Charles Cluny et Victor Vallier, musique de Charles Chobillon, au concert Mayol (19 janvier)
- 1936 : Nus gais !, revue en 2 actes et 50 tableaux de Charles Clunyet Victor Vallier, musique de Charles Chobillon, au concert Mayol (octobre)
- 1937 : Nus de Paris, revue de Charles Cluny, musique de Charles Chobillon, au concert Mayol (juillet)[4].
- 1942 : Chants de la Lune, revue en 1 acte de Charles Cluny, au cabaret de la Lune rousse (décembre)

Théâtre
- 1920 ; Fifille, vaudeville en 3 actes créé à l'Eldorado (10 janvier)
- 1927 : Le Roi Brignol, vaudeville en 2 actes de Charles Cluny et Jean Conti, créé à l'Eldorado. Philippo, éditeur à Paris.
- 1931 : Tourmente, pièce en 4 actes créée au théâtre de l'Alhambra d'Alger (16 janvier). Éditée par P. et G. Soubiron à Alger (1933).